# Agasthenes angustus
Agasthenes angustus là một loài tò vò trong họ Ichneumonidae.